# Cellulosa
La cellulosa è uno dei più importanti polisaccaridi. È un polimero, ovvero è costituita da un gran numero di molecole di glucosio unite grazie a un legame che prende il nome di glicosidico. La molecola è contenuta principalmente nei vegetali. La catena polimerica non è ramificata.

## Struttura

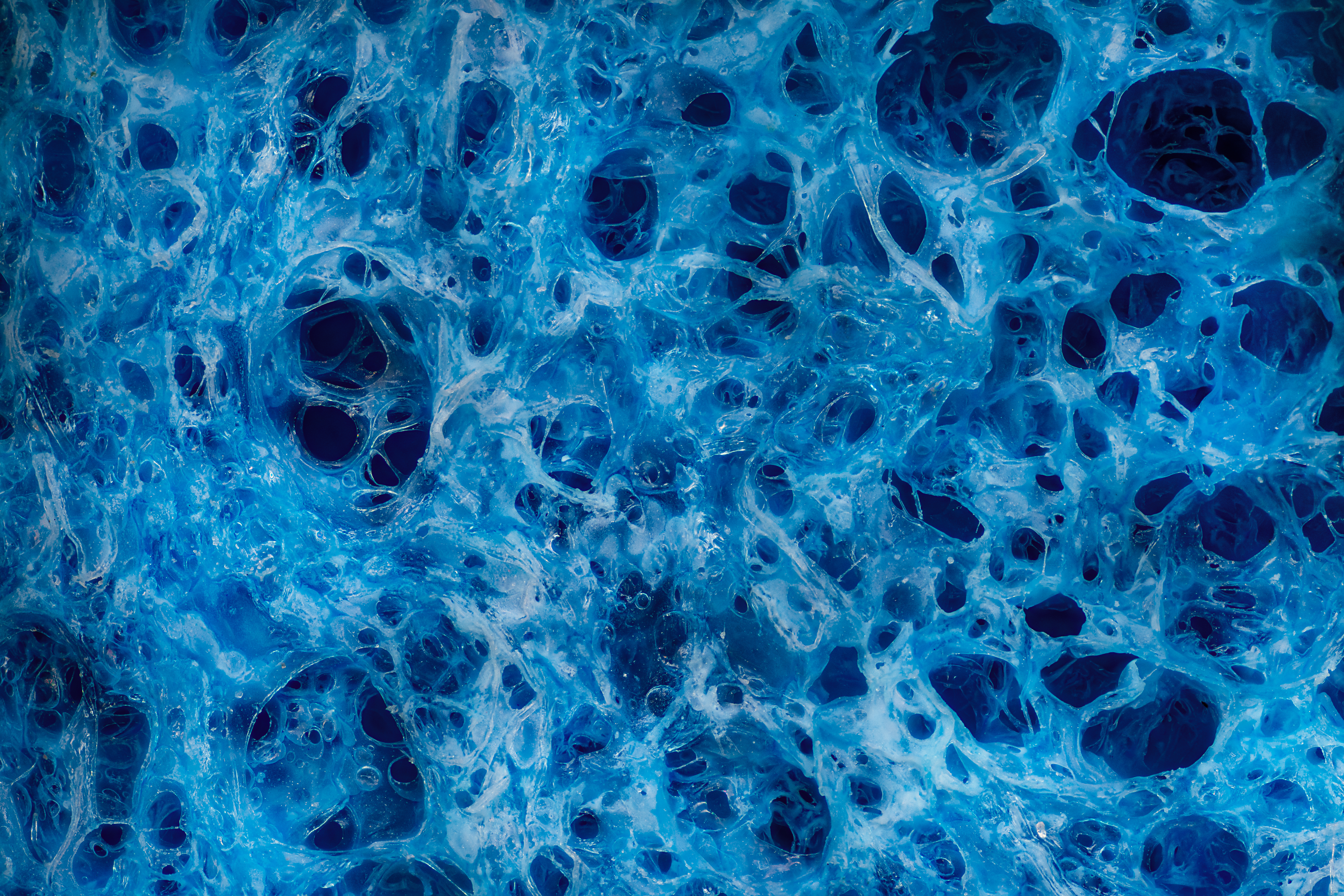
Cellulosa di un fazzoletto al microscopio

Le catene sono disposte parallelamente le une alle altre e si legano fra loro per mezzo di legami ad idrogeno, formando fibrille, catene molto lunghe, difficili da dissolvere.
Queste fibrille localmente sono molto ordinate al punto da raggiungere una struttura cristallina.
La parte cristallina è idrofoba, ossia non assorbe acqua, e quindi per poter ottenere un prodotto idrofilo (come il comune cotone) occorre sottoporre la cellulosa ad un insieme di trattamenti detti mercerizzazione, dal nome del chimico e industriale tessile inglese John Mercer che ideò il processo nel 1844 e lo brevettò nel 1851.
Circa la metà delle pareti cellulari delle piante è costituita da cellulosa, ma il cotone, per esempio, è cellulosa quasi al 100%.
La cellulosa è idrolizzata, in particolari condizioni, nel disaccaride cellobiosio che successivamente è idrolizzato a glucosio.
Nell'intestino dell'uomo questo processo idrolitico non avviene perché mancano gli enzimi per rompere il legame β(1→4) glicosidico. Nei prestomaci dei ruminanti e nell'intestino cieco degli erbivori monogastrici (equidi), invece, sono presenti numerosi batteri e protozoi simbionti che convertono il legame β in un legame α, scindibile da tutti gli animali.

## Economia della cellulosa
La cellulosa è importante commercialmente in quanto da essa si ricavano numerosi derivati: il diacetato di cellulosa, usato ad esempio nella produzione di montature di occhiali o per fare i pettini; il rayon, si ottiene dalla cellulosa in una soluzione di idrossido di sodio e solfuro di carbonio, con lo stesso metodo si può ottenere il cellophane. Altri prodotti sono la carta e la viscosa.
Dalla cellulosa è possibile ottenere un altro importante prodotto ad alto valore commerciale, la nanocellulosa, che presenta moltissime applicazioni industriali (biomedicina, bioedilizia, industria Oil&Gas).
I vari gruppi costituenti la cellulosa possono reagire con acido nitrico per dare il nitrato di cellulosa (un esplosivo conosciuto come "cotone fulminante" o "fulmicotone").
Il nome cellulosa fu introdotto nel 1839 da Anselme Payen, professore francese di Chimica Applicata.
La cellulosa è uno dei tanti polimeri che si trovano in natura. La cellulosa è una fibra eccellente. Cotone e canapa sono costituite da cellulosa fibrosa.

## Estrazione chimica ed ottenimento di pasta chimica
I processi chimici sono finalizzati a sciogliere la lignina in fase acquosa acida o alcalina e separarla dalla cellulosa insolubile.
La composizione chimica dipende dalla composizione del legno adoperato; la resa è influenzata da vari fattori, tra cui il tipo di legno, le tecniche di lavorazione e il processo di ottenimento. Può arrivare al 90-95 %.
Aspetto: fascetti di fibre di lunghezza variabile, frammenti di fibre e fibre isolate;
consumo di energia: circa 12 kcal/tonn di pasta;

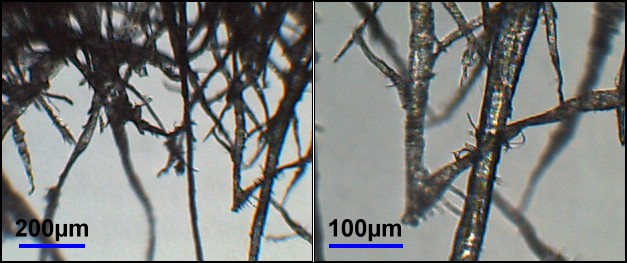
Fibre di cellulosa

In seguito alla lavorazione delle parti legnose di un albero, si ottiene la polpa di cellulosa. È costituita perlopiù da cellulosa ed in quantità minore da sottoprodotti della lavorazione e da costituenti del legno originario. Si distingue dalla polpa di legno per la maggior quantità di cellulosa e la minor presenza di altri composti originari del legno (come la lignina).

### Qualità della pasta
Una pasta di cellulosa ad alto contenuto di lignina dà luogo a carta con bassa resistenza ad invecchiamento e soggetta ad ingiallimento a causa della presenza di doppi legami. Questa pasta più economica è usata per giornali, cartoni e altri oggetti cartacei di uso giornaliero.
La pasta più pregiata, detta pasta chimica, permette di ottenere carte di maggior pregio, usate ad esempio per riviste patinate o per altri usi come l'imballaggio alimentare.

## Produzione della polpa di cellulosa
Il legno è formato indicativamente da:
- Cellulosa (circa 45%)
- Emicellulosa (circa 30%)
- Lignina (circa 23%)
- Estraibili vari: terpeni, resine, acidi grassi (circa 5%)

Cellulosa ed emicellulosa costituiscono le fibre del legno, mentre la lignina è l'interfibra che le tiene unite.
Oggi la maggior parte delle industrie utilizza come materia prima polpa di cellulosa prodotta altrove (ed eventualmente carta di riciclo).
La polpa si ottiene dal legno mediante diversi processi. In tutti i casi si parte dal tronco di legno o dai chip, pezzetti di legno ricavati dai sottoprodotti della lavorazione del legname. Qualora si lavorino tronchi interi, questi dopo essere stati scortecciati, vengono spaccati o macinati, riducendo il legno ad una pezzatura idonea alle seguenti lavorazioni.
Le tre principali filiere di produzione della polpa sono il ciclo al solfato (circa 80%), il ciclo al solfito ed il semichimico.

### Paste chimiche: processo Kraft
La lignina viene sfibrata chimicamente (con soda caustica e solfuro di sodio) e selettivamente, lasciando intatte le fibre di cellulosa: si ottiene una pasta marrone che richiede molti sbiancanti, ma la carta finale è molto resistente (kraft, che in tedesco significa forza).
Il processo ha degli svantaggi ambientali (lo zolfo genera odore di uova marce, e ci sono molti scarti acquosi) e di resa (solo il 50% del legno viene trasformato in pasta, anche se molti scarti vengono bruciati e l'energia recuperata).

### Paste meccaniche (groundwood pulping)
La lignina viene sfibrata con uno sminuzzamento meccanico (grinding) e le fibre cellulosiche vengono liberate ma anche parzialmente danneggiate: la carta prodotta è meno resistente e viene generalmente usata per carta da giornale, elenchi telefonici ecc…
Il processo ha dei vantaggi di resa (il 95% del legno viene trasformato in pasta), ma richiede molta energia meccanica.

### Paste semichimiche (CTMP)
Il processo di formazione della pasta è intermedio: il legno viene trattato chimicamente e successivamente viene trattato con vapore e meccanicamente (Chemo Thermo Mechanical Pulping).
La carta prodotta è più forte di quella ottenuta da paste meccaniche e può essere utilizzata per produrre carte patinate.

### Approccio biologico
Dalla metà del XX secolo si sono attuati sforzi accademici e privati (soprattutto dei paesi scandinavi e statunitensi) per migliorare i processi di estrazione della polpa di cellulosa rendendoli più eco-compatibili. Le ultime scoperte puntano alla sostituzione dei prodotti chimici con batteri ed al trattamento di sbiancamento con ossigeno in presenza di catalizzatori.
Il fungo Ceriporiopsis subvermispora viene inoculato nella polpa di legno in determinate condizioni, grazie alle quali attacca la lignina e rompe i legami che la legano alla cellulosa, generando dopo qualche settimana una biopolpa, simile ma di qualità superiore rispetto alla polpa di legno, e di costo inferiore. Successivamente la biopolpa viene candeggiata per via chimica con ossigeno e un catalizzatore del tipo a ossimetallati (per esempio Na7[SiV2W10O40] ) oppure per via biochimica con una xilanasi di batterio ipertermofilo.